# مارسيو ريبيرو
مارسيو ريبيرو هو لاعب كرة قدم برازيلي في مركز الوسط، ولد في 12 مارس 1957 في Palmeira d'Oeste ‏ في البرازيل. لعب مع نادي سي آر بي.